# Rhytidoponera croesus
Rhytidoponera croesus é uma espécie de formiga do gênero Rhytidoponera.